# Relevo do Azerbaijão

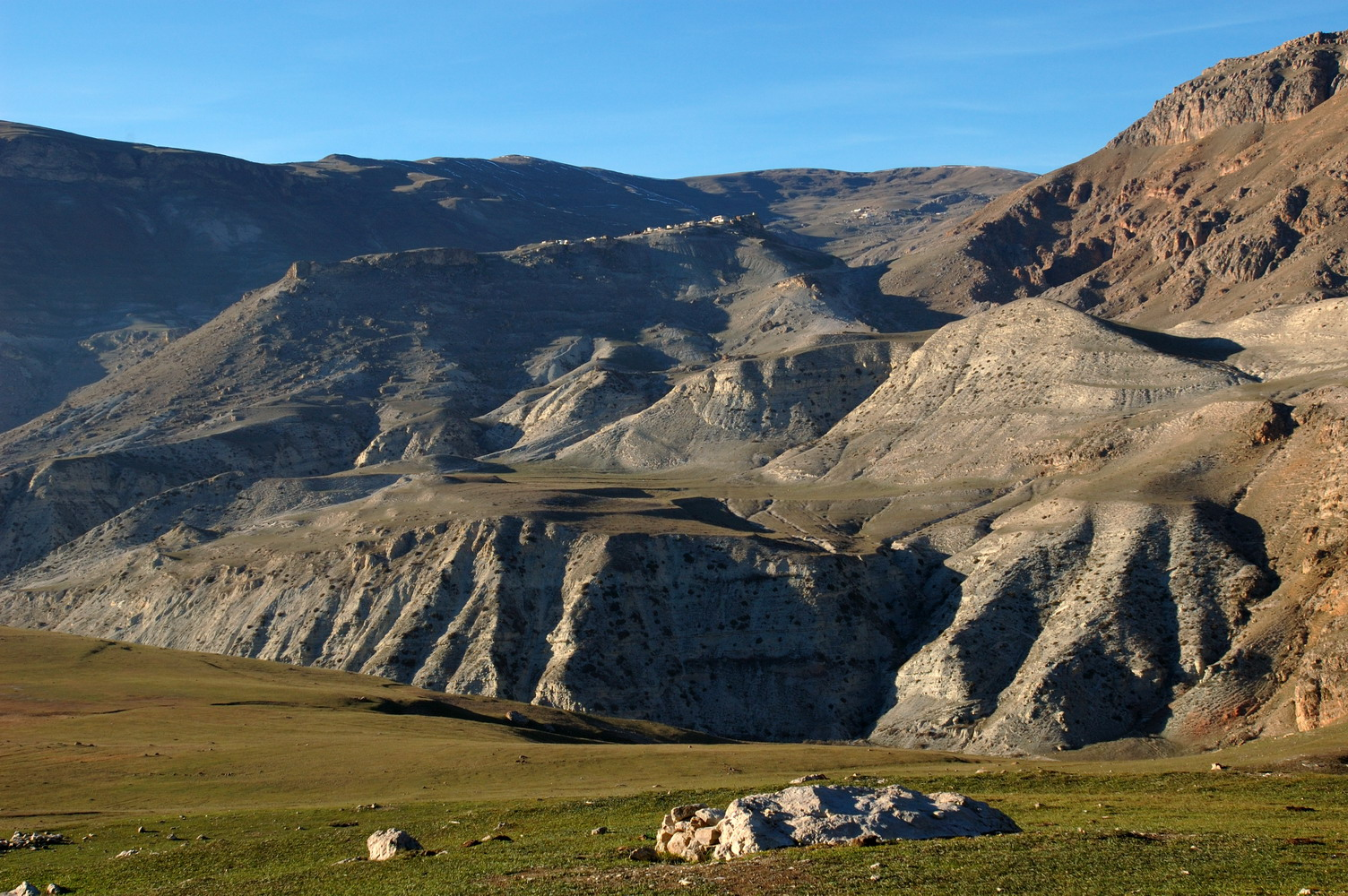
Relevo montanhoso do Azerbaijão.

O Relevo do Azerbaijão é uma expressão da complexidade geológica e da diversidade natural do país. Desde as majestosas montanhas do Cáucaso até as planícies costeiras do Mar Cáspio, cada região contribui para a riqueza e a singularidade da paisagem azerbaijana. Essa variedade de terrenos não só moldou a história e a cultura do Azerbaijão, mas também desempenha um papel fundamental na vida cotidiana e nas atividades econômicas do Azerbaijão, país situado na encruzilhada do Leste Europeu e do Sudoeste Asiático, e que possui um relevo bastante diversificado. Essa variedade geográfica confere ao país uma paisagem única e influencia sua geologia, clima, biodiversidade e atividades humanas.

## Cáucaso e Planalto do Azerbaijão
A parte norte do país é dominada pelo imponente sistema montanhoso do Cáucaso, que abriga algumas das montanhas mais altas do Azerbaijão, incluindo o Monte Bazarduzu, com cerca de 4.466 metros de altitude. Essas montanhas não apenas fornecem uma paisagem espetacular, mas também desempenham um papel crucial na regulação do clima e na disponibilidade de recursos hídricos para o país.
Ao sul do Cáucaso, estende-se o vasto Planalto do Azerbaijão, uma extensa região de baixa altitude que cobre grande parte do território nacional. Esta planície é caracterizada por uma topografia suave e é interrompida por colinas e cadeias de montanhas menores, como as Montanhas Talysh, que se estendem ao longo da fronteira com o Irã.

## Planícies Costeiras e o Mar Cáspio
As regiões litorâneas ao longo do Mar Cáspio são marcadas por vastas planícies aluviais e deltaicas, onde os rios Kura e Aras desembocam no maior corpo de água fechado do mundo. Estas planícies costeiras são férteis e propícias à agricultura, além de abrigarem importantes áreas úmidas e habitats naturais.

## Vale do Rio Kura e o Planalto Karabakh
O vale do Rio Kura, que atravessa o Azerbaijão de oeste a leste, desempenha um papel crucial na geografia do país. Este vale fértil é o centro agrícola do Azerbaijão e é amplamente cultivado para o cultivo de cereais, frutas e vegetais. Além disso, ao sul do vale do Kura, encontra-se o Planalto de Karabakh, uma região montanhosa que faz fronteira com a Armênia e é conhecida por sua beleza cênica e sua rica herança cultural.

## Vulcões
O Azerbaijão também é conhecido por sua atividade geotérmica, que se manifesta em forma de vulcões de lama e campos de gás natural em chamas. Esses fenômenos únicos são encontrados em várias partes do país, especialmente na Península de Absheron, perto da capital Baku, onde o fogo eterno de Yanar Dag é uma atração turística popular.